# 鞍馬 (空母)
鞍馬（くらま）は大日本帝国海軍が建造を予定していた、雲龍型航空母艦。艦名は京都府北部にある鞍馬山による。海軍省達号で本艦の命名にかかるものは存在せず、本記事で標題とした艦名はあくまでも候補艦名の一つに過ぎない。他の候補名として開聞（かいもん）があった。戦況の悪化により建造中止。

## 計画
1942年（昭和17年）策定の改⑤計画による雲龍型航空母艦の7番艦で、同計画による仮称艦名第5008号艦。
予定建造所は三菱長崎造船所。1943年11月に起工し、1945年12月の竣工を予定していたが、1944年5月5日の建造線表の改訂により建造取りやめとなった。

## 同型艦
雲龍 - 天城 [III] - 5002号艦 - 葛城 [II] - 笠置 [II]  - 5005号艦 - 阿蘇 [II]  - 生駒 [II]  - 5008号艦（鞍馬 [II]または開聞） - 5009号艦 - 5010号艦 - 5011号艦 - 5012号艦 - 5013号艦 - 5014号艦 - 5015号艦